# Imagine Film Festival
Het Imagine Film Festival is een jaarlijks terugkerend filmfestival in EYE, Amsterdam waarin elf dagen lang fantasy-, sciencefiction-, horror-, martialarts- en animefilms worden vertoond. Het evenement wordt georganiseerd door de Stichting AFFF, dat geen winstoogmerk heeft, en subsidies ontvangt van onder andere het Filmfonds en de Gemeente Amsterdam.

## Programma
Naast de vertoning van ruim vijftig lange en veertig korte films is er een randprogramma met gasten uit binnen- en buitenland. Er vindt op het festival kennisoverdracht en discussie plaats tussen professionals en belangstellenden door middel van gratis toegankelijke 'Q&A's', een symposium en een masterclass. Hiermee wil Imagine het publiek interesseren voor de fantastische cinema en (toekomstige) Nederlandse filmmakers stimuleren tot het maken van meer fantastische films. Bovendien wordt er elke editie een nieuw themaprogramma uitgekozen.

## Geschiedenis
In 1984 werd in het Alhambra Theater aan de Weteringschans met het eerste Weekend Of Terror de basis gelegd voor het huidige Imagine Filmfestival. Tijdens dit weekend werden horrorfilms vertoond. Het Weekend Of Terror besteedde in 1984 aandacht aan de regisseur David Cronenberg met een Cronenberg-retrospectief en vertoonde in 1987 werk van Lucio Fulci en in 1991 van  Herschell Gordon Lewis (1991). Het Weekend of Terror werd in 1993 en 1996 omgedoopt tot respectievelijk 10de en 13de Festival van de Fantastische Film. In 1997 vond geen festival plaats. Na vijftien edities werd het Weekend of Terror in 2000 definitief omgedoopt tot Festival van de Fantastische Film en vanaf 2004 tot Amsterdam Fantastic Film Festival. In 2009 veranderde de naam in het huidige Imagine Film Festival. In april 2019 vindt de 35ste editie plaats.
Imagine komt voort uit het Weekend of Terror, dat in 1984 werd opgericht door Jan Doense, regisseur van korte films en tevens oprichter van de Nacht van de Wansmaak. Via de European Fantastic Film Festivals Federation (EFFFF), waarbij het sinds 1996 aangesloten is, werkt de Stichting AFFF intensief samen met een groot aantal andere Europese filmfestivals in dit genre.
Inmiddels is het festival uitgegroeid tot een volwassen speler in het festivalcircuit, waarbij aandacht wordt besteed aan films uit diverse genres. Zo organiseerde het Amsterdam Fantastic Film Festival in 2004 het Gouden Méliès Gala, waarop de prijzen voor de beste lange en korte Europese fantastische film werden uitgereikt. Bovendien zag het AFFF zijn volwassen status onlangs bevestigd door de toekenning van structurele (vierjarige) subsidies door zowel het Ministerie van OC&W als de Gemeente Amsterdam.
In 2009 kreeg het festival een nieuwe naam: Imagine Film Festival. Met de naamswijziging wil de organisatie benadrukken dat het festival zich in de loop der jaren meer is gaan richten op films die zich niet strikt laten definiëren als fantasy, horror of sciencefiction. In 2013 is het festival verplaatst naar het EYE Film Instituut Nederland in Amsterdam-Noord.

## Publieksprijs
Sinds 1990 wordt de Silver Scream Award uitgereikt, een publieksprijs voor beste film. 
De winnaars van deze prijs waren:
| Jaar | Film                        | Regie                           | Land                |
| ---- | --------------------------- | ------------------------------- | ------------------- |
| 2024 | Anora                       | Sean Baker                      | Verenigde Staten    |
| 2023 | The Boy and the Heron       | Hayao Miyazaki                  | Japan               |
| 2022 | Ucieczka na srebrny glob    | Kuba Mikurda                    | Polen               |
| 2021 | Alien on Stage              | Lucy Harvey en Dannielle Kummer | Verenigd Koninkrijk |
| 2019 | Kamera o tomeru na!         | Shinchiro Ueda                  | Japan               |
| 2018 | Isle of Dogs                | Wes Anderson                    | Verenigde Staten    |
| 2017 | Get Out                     | Jordan Peele                    | Verenigde Staten    |
| 2016 | Lo chiamavano Jeeg Robot    | Gabriele Mainetti               | Italië              |
| 2015 | Ex Machina                  | Alex Garland                    | Verenigde Staten    |
| 2014 | Jodorowsky's Dune           | Frank Pavich                    | Frankrijk           |
| 2013 | The Battery                 | Jeremy Gardner                  | Verenigde Staten    |
| 2012 | The Raid                    | Gareth Evans                    | Indonesië           |
| 2011 | The Perfect Host            | Nicholas Tomnay                 | Verenigde Staten    |
| 2010 | Mary and Max                | Adam Elliot                     | Australië           |
| 2009 | Låt den rätte komma in      | Tomas Alfredson                 | Zweden              |
| 2008 | REC                         | Jaume Balagueró en Paco Plaza   | Spanje              |
| 2007 | Adams æbler                 | Anders Thomas Jensen            | Denemarken          |
| 2006 | Ordinary Man                | Vincent Lannoo                  | België              |
| 2005 | Kung Fu Hustle              | Stephen Chow                    | Hongkong            |
| 2004 | Tempus Fugit                | Enric Folch                     | Spanje              |
| 2003 | Spirited Away               | Hayao Miyazaki                  | Japan               |
| 2002 | Donnie Darko                | Richard Kelly                   | Verenigde Staten    |
| 2001 | El corazón del guerrero     | Daniel Monzón                   | Spanje              |
| 2000 | Galaxy Quest                | Dean Parisot                    | Verenigde Staten    |
| 1999 | eXistenZ                    | David Cronenberg                | Canada              |
| 1998 | Dark City                   | Alex Proyas                     | Verenigde Staten    |
| 1996 | From Dusk Till Dawn         | Robert Rodriguez                | Verenigde Staten    |
| 1995 | Dellamorte Dellamore        | Michele Soavi                   | Italië              |
| 1994 | Return of the Living Dead 3 | Brian Yuzna                     | Verenigde Staten    |
| 1993 | Braindead                   | Peter Jackson                   | Nieuw-Zeeland       |
| 1992 | Akira                       | Katsuhiro Otomo                 | Japan               |
| 1991 | The Silence of the Lambs    | Jonathan Demme                  | Verenigde Staten    |
| 1990 | Nightbreed                  | Clive Barker                    | Verenigde Staten    |

## Overige prijzen
Tijdens het festival worden de volgende prijzen uitgereikt:
- Zilveren Méliès
- Méliès d'Argent voor Beste Korte Europese Fantastische Film
- Black Tulip Award
- MovieZone Award